# Дулаг 121
Дулаг 121 (Гомельский центральный пересыльный лагерь) — транзитный лагерь для советских военнопленных на территории города Гомеля (Республика Беларусь).
Дулаг-121 существовал во время Великой Отечественной войны с сентября 1941 года по 10 октября 1943 года. Дулаг-121 Располагался на территории, ограниченной улицами Портовой, Советской, Тельмана, Военным переулком. Лагерь находился на месте бывшего военного городка.
Существует Акт специальной следственной комиссии от 25 января 1945 года «О массовом истреблении нацистскими захватчиками советских военнопленных в городе Гомеле» составленный на основании протоколов опроса бывших узников, свидетелей, актов о раскопках массовых захоронений советских военнопленных.
За время существования лагеря в нём уничтожено более 100 тысяч военнопленных, которых хоронили во рву бывшего стрельбища на территории лагеря, представлявшего собой ров длиной 150 метров, шириной 20, при средней глубине 3 метра. Этот ров не мог вместить более 18 тысяч трупов, поэтому с конца февраля 1942-го немцы вывозили их на машинах за город в противотанковый ров около клинкерного завода; зарывали в ямах на территории лагеря; в противотанковом рву на 201-м километре железнодорожной линии Гомель — Жлобин; в ямах около элеватора и других местах.
В период зимы 1941—1942 года гитлеровцы за лагерем установили несколько специальных печей, в которых сжигали трупы. Печи работали круглые сутки.
Специальной комиссией произведены раскопки и найдены останки свыше 90 тысяч военнопленных. Большое количество умерших военнопленных сожжено в специальных печах.
Бывший военнопленный Кардаков, находившийся в лагере с 21 декабря 1941 года по 1 июня 1942-го (с февраля по июнь 1942 года являлся русским комендантом лагеря), показал, что летом 1942 года к лагерю была присоединена территория завода «Двигатель революции», где немцы создали столярную, кузнечную, бондарные мастерские. За время нахождения Кардакова в лагере погибло не менее 20 тысяч военнопленных.
Бывший военнопленный Рогожин (с октября 1941-го по 17 июля 1942 года старший санитар лазарета) показал, что за время его пребывания в Дулаге-121 умерло до ста тысяч военнопленных.
На территории клинкерного завода (сейчас это дворик бывшего детского сада по улице Чонгарской дивизии) нацистами были построены четыре специальных печи в которых сжигали советских военнопленных. Печи были найдены при строительстве сада в 1970 году. Двери в печи были особенной конструкции — двухстворчатые, при их открывании выскакивали стальные раскладушки с накидными анкерами для крепления рук людей. Здесь же была найдена чугунная вывеска с длинным названием из готических букв на немецком языке, в переводе — "спортивно-трудовой оздоровительный лагерь". Под полосой названия — орел со свастикой. В развалинах здания заводоуправления завода (в заваленном камнями и перекрытиями подвале) была найдена маслянистая жидкость на основе солярки, которая горела на стенах здания и трудно тушилась. Этой жидкостью нацисты обливали трупы для сжигания. Учитывая, что одна такая печь была рассчитана на уничтожение 25 тысяч человек, на территории клинкерного завода было сожжено около 100 000. При этом общее число жертв уничтоженных в Гомеле людей, с учетом жертв в лагере смерти в центре города, превысит 150 000 человек.